# Торренс, Генри
Генри Торренс (англ. Henry Torrens; 1779, Лондондерри, Ирландия — 23 августа 1828) — генерал-адъютант британской армии.

## Биография
Ирландец шведского происхождения. Сын священника. В раннем возрасте осиротел, получил образование в Военной академии в Дублине.
В возрасте 14 лет прапорщиком вступил в британскую армию. Лейтенант в 1792 году, в 1795 году был переведен в Вест-Индию. В 1796 году служил под командованием генерала Ральфа Эберкромби, участвовал в нападении на Морн-Фортуна на о. Сент-Люсия в мае 1796 года, где проявил храбрость, был тяжело ранен в бедро, получил награду.
В 1798 году отправился в Португалию в качестве адъютанта генерала Кайлера, командовавшего группой вспомогательных войск, посланных англичанами для отражения угрозы вторжения испанцев. В 1799 году направлен в Голландии под началом Герцога Йоркского, был вновь ранен мушкетной пулей, в то же правое бедро. В 1799 году он получил звание майора.
Затем — нёс службу в Новой Шотландии (Канада), Египте и Индии.
В 1799 году был отправлен в Ден-Хелдер в Голландию, где участвовал в боях при Хоорне и в Эгмонде-ан-Зее. Получил пулевое ранение. В 1805 году ему было присвоено звание подполковника.
В 1807 году участвовал в экспедиции против испанских колоний в Южной Америке. Получил контузию от пули, попавшей в его саблю.
Вернувшись в Британию был назначен помощником военного секретаря Его Королевского Высочества главнокомандующего Герцога Йоркского.
Участник наполеоновских войн, в том числе войн на Пиренеях. В 1808 году сопровождал сэра Артура Уэлсли в качестве его военного секретаря в Португалию, где участвовал в битвах при Ролице и Вимейру, за что был награждён Орденом Башни и Меча и золотой медалью.
В 1809 году был назначен военным секретарём британской армии. Адъютант принца-регента в звании полковника (1812).
В 1814 году получил звание генерал-майора.
В 1820 году награждён Орденом Бани, затем стал генерал-адъютантом британской армии.
Автор труда «Regulations for the Exercise and Field Movements of the Infantry of the Army».